# Daniel Guzmán (calciatore)
Daniel Guzmán Castañeda (Guadalajara, 31 dicembre 1965) è un allenatore di calcio ed ex calciatore messicano, di ruolo attaccante.

## Palmarès

### Allenatore

#### Competizioni nazionali
- Campionato messicano: 1

Santos Laguna: Clausura 2008